# Servillano de la Cruz
Servillano de la Cruz (Lingayen, 20 april 1890 - 8 maart 1959) was een Filipijns politicus. Hij was lid van het Filipijns Huis van Afgevaardigden van 1925 tot 1928 en gouverneur van de provincie Pangasinan van 1931 tot 1940.

## Biografie
Servillano de la Cruz werd geboren op 20 april 1890 in Lingayen in de Filipijnse provincie Pangasinan. Zijn ouders waren Manuel de la Cruz en Julia del Rosario. De la Cruz voltooide in 1914 een Bachelor of Arts-opleiding aan de University of the Philippines. In 1917 behaalde hij zijn bachelor-diploma Rechten aan dezelfde onderwijsinstelling. In hetzelfde jaar slaagde hij tevens voor het toelatingsexamen (bar exam) van de Filipijnse balie.
In 1925 werd De la Cruz gekozen tot afgevaardigde van het 3e kiesdistrict van Pangasinan in het Filipijns Huis van Afgevaardigden. In de periode 1931 tot 1940 was hij drie termijnen gouverneur van de provincie Pangasinan.
De la Cruz overleed in 1959 op  68-jarige leeftijd. Hij was getrouwd met Amanda Lichauco.